# Andrea Fuentes (pallavolista)
Andrea Fuentes Sepulveda (San Juan, 12 maggio 1999) è una pallavolista portoricana, palleggiatrice delle Cangrejeras de Santurce.

## Carriera

### Club
La carriera di Andrea Fuentes inizia nei tornei scolastici portoricani, giocando per la Baldwin PR. Dopo il diploma è di scena nella lega universitaria statunitense NCAA Division I, dove gioca dal 2017 al 2020 (saltando la prima annata e disputando l'ultima nel 2021 a causa della pandemia di COVID-19) con la Missouri, trasferendosi quindi alla Wake Forest, dove conclude la sua carriera universitaria giocando dal 2021 al 2022.
Inizia la carriera da professionista in patria, disputando la Liga de Voleibol Superior Femenino 2024 con le Criollas de Caguas, venendo però ceduta a metà annata alle Changas de Naranjito. Per la Liga de Voleibol Superior Femenino 2025 approda invece alle Cangrejeras de Santurce.

### Nazionale
Fa parte delle selezioni giovanili portoricane, partecipando al campionato nordamericano Under-18 2014, alla Coppa panamericana under 18 2015, al campionato mondiale Under-20 2015 e al campionato nordamericano Under-20 2016, dove viene premiata come miglior palleggiatrice.
Nel 2023 debutta in nazionale maggiore in occasione della NORCECA Final Four, dove conquista la medaglia d'oro, andando poi a vincere l'argento ai XXIV Giochi centramericani e caraibici e alla Coppa panamericana.

## Palmarès

### Nazionale (competizioni minori)
- NORCECA Final Four 2023
- Giochi centramericani e caraibici 2023
- Coppa panamericana 2023

### Premi individuali
- 2016 - Campionato nordamericano under 20: Miglior palleggiatrice